# 圖卡爾瓦伊山
13°21′43″S 72°35′17″W / 13.362057°S 72.587980°W
圖卡爾瓦伊山（Tucarhuay），是秘魯的山峰，位於該國東南部庫斯科大區，屬於安地斯山脈中維爾卡潘帕山脈的一部分，該山峰海拔高度5,910米。